# Ян Теодорик Потоцький
Ян Теодорик Потоцький (бл. 1608—1664) — польський шляхтич гербу Пилява, урядник, релігійний (кальвінський) діяч.

## Життєпис
Батько — кальвініст Анджей Потоцький, був наймолодшим сином батька в другому шлюбі. Мати — друга дружина батька Катажина Бучацька-Творовська (батько Миколай Бучацький-Творовський, мати Анна-Магдалена Радзивілл). Вона близько 1617 року уклала шлюб з мендзижецьким каштеляном Сендзівуєм Остроругом, який опікувався її дітьми.
Докладних відомостей про його освіту немає, був «вченим», володів кількома іноземними мовами. Посаду галицького підкоморія мав уже в 1632 році, в якому брав участь у виборах королем Владислава Вази. Маршалок сеймиків Галицької землі у 1642, 1646-48, 1650, 1659—1661 роках. 28 серпня 1648 видав у Гвіздці універсал, яким закликав шляхту Галицької землі до війни проти Б. Хмельницького. під час виборів короля підтримував кандидатуру королевича Карла Фердинанда. Посол сеймів від Галицької землі (1649/50, 58, 59), від Руського воєводства (1652). Під час «Потопу» перебував у таборі шведів, підтримував тісні контакти з князем Богуславом Радзивіллом. 28 березня 1661 обраний послом на вальний сейм на сеймику Галицької землі.
Про його кальвінську діяльність відомо небагато. Сприяв діяльності кальвінських зборів у своїх маєтках (зокрема, відомо про Гвіздець, Кобеляни), а також державлених королівщинах (Новосільці, Яблунів). Серед «патронів» кальвінської церкви мав значний вплив, зокрема, Анджей Венґерський згадав його серед 9 мирян, яким присвятив свій твір у 1646 році. В березні 1659 синод в Рейовці звернувся до нього з проханням стати сеньйором малопольської провінції. Директор двох важливих провініційних синодів Кальвінської церкви: в Пясках (1660), Радзенчині (1661).

### Сім'я
Двічі одружувався. Перша — Анна, донька канцлера Вацлава Лещинського, померла під час «Потопу». 
Діти:
- Кшиштоф Сендзівуй;
- Богуслав;
- Зофія;
- Анна Магдалена;
- Гелена.

Друга дружина — донька київського каштеляна Збігнева Горайського Софія. З нею мали доньку Маріанну — дружину Марц'яна Ґрабянки.